# 開學日

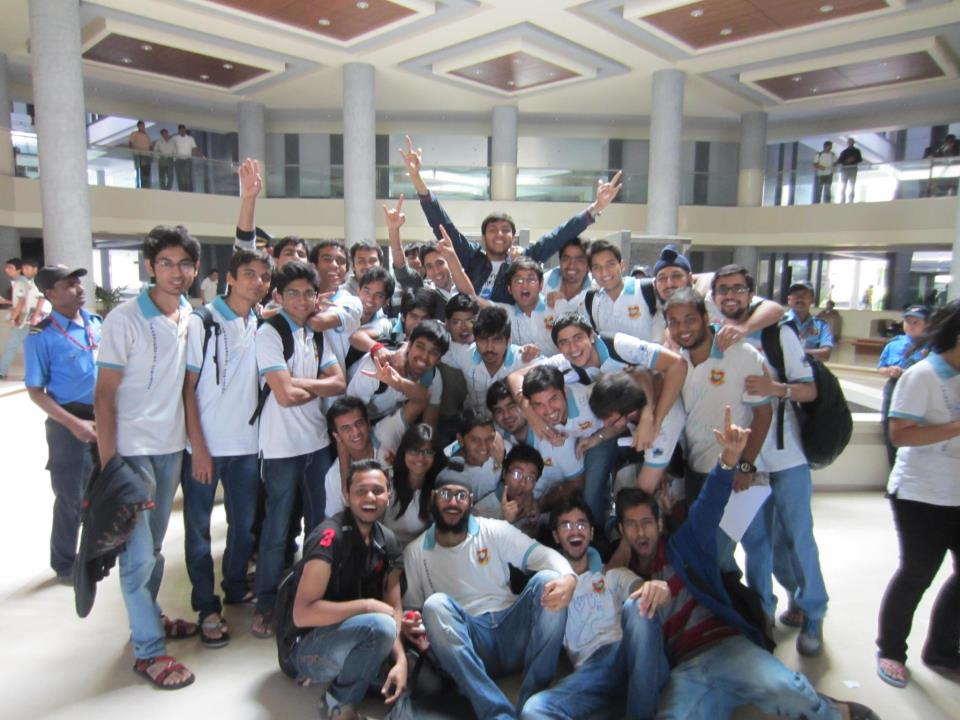
学生的开学日（英国沃特福德地区的学校）

開學日（英語：First Day of School）是學校在一個新學年開課的第一日。根據每個國家的當地季節、氣候和天氣、節假日，每個國家的開學日都不同，開學日所做的事也不盡相同。少數國家的開學日從新生開始上課直到畢業。或從一學期開始直到一學期結束。
在北半球，新學年開學的時間通常是每年的9月初前後；而在南半球，新學年開學時間通常是每年的2月初前後。

## 澳洲
南半球四季与北半球相反，所以开学日也不相同。舉例，在澳洲，大学一年級的开学日为每年二月末左右（接近秋季）；二年級的开学日则为每年九月初左右（接近春季）。

## 香港
香港的开学日一般都在秋季的9月第一个上学日，而每年9月全月亦定为开课月。往常即使第一个上学日在星期六，亦会照常上课，现在则是延长到下一個星期一才正式开课。
在开学日的早上，公共运输一般会加强服务，把繁忙时段提早，以加密班次，让学生能够在未适应新的上课时间前仍能尽量准时回校。
在2007年，由于全香港大多数中学、小学皆已转为全日制学校，当地首次把开学日订为星期六以外的第一个上学日，即当年的9月3日。开学日变更，引起新入职教师的资历计算问题。一直以来，香港教育部门对新入职教师的资历计算，都由新历月的第一个工作日开始计算。但由于2007年的首个工作日并非开学日，若新入职教师在9月3日才正式上班，当月的所有工作日都不会计算到资历裡。所以，有不少学校都安排在9月1日当日举行校务会议，使新入职教师亦能在历月的开始上班，从而得以保存这个历月的资历。

## 澳門
澳門的开学日一般都在秋季的9月第一个上学日，而每年9月全月亦定为开课月。部分學校爲了錯峰開學，開學日定於9月的第二個星期其中一個工作日。往常即使第一个上学日在星期六，亦会照常上课，现在则是延长到下一個星期一才正式开课。
在开学日的早上，公共运输一般会加强服务，把繁忙时段提早，以加密班次，让学生能够在未适应新的上课时间前仍能尽量准时回校。

## 臺灣
為規範各級學校學生學年學期假期，中華民國教育部特訂定《各級學校學生學年學期假期辦法》，其中有關各級學校寒假、暑假與假期起訖時間之相關規定如下：
《各級學校學生學年學期假期辦法》第4條
|  | 各級學校暑假、寒假日數及起訖日期，依下列之規定： 一、暑假：以六十日為限（起七月一日，訖八月二十九日）。 二、寒假：以二十一日為限（起一月二十一日，訖二月十日）。 |
雖然各校依法不得任意更改假期時間，但若是依照《各級學校學生學年學期假期辦法》中所列出的特殊原因及方式進行調整，則應予核准：
《各級學校學生學年學期假期辦法》第8條
|  | 第四條所列各種假期起訖日期，各級學校不得任意變更。但依下列原因及方式調整者，不在此限： 一、大專校院：因教學需要調整，報本部備查。 二、高級中等以下學校： （一）因春節假期或其他需要，由本部會商各直轄市、縣（市）主管教育行政機關後，予以調整。 （二）因氣候或因應地方性特殊需要，經學校所在地直轄市、縣（市）主管教育行政機關事先報本部後，予以調整。 |
對幼稚園的假期規範則如下：
《各級學校學生學年學期假期辦法》第9條
|  | 幼稚園之學年學期假期得比照國民小學規定辦理。 |

### 日治臺灣
日治時代的台灣和日本本土一樣，學年於4月1日開始。

## 中国大陆
每個學年有兩個開學日：一個是秋季学期（第一个学期）的开学日，固定于公曆的9月1日（開學日通常為9月1日，但如果9月1日为周末，则为之后第一个星期一，最遲為9月3日）；另一個是春季學期（第二個學期）开学日，會根據春节时间变化而每年不同，一般在元宵节後（農歷正月十六左右）。

## 日本及韩国
日本及韓國的開學日一般都在春季。日本的開學日在4月初，韓國則休日只有三一節的話，在3月2號。開學日當日會舉行「入學式」。

## 北美洲
美国及加拿大的公立學校开学日通常为每年勞動節（英語：Labor Day；9月的第一個星期一，並非國際勞動節的5月1日）的第二日，但部分學校可能會有不同的規定。根據該規定，開學日會落在每年9月2日至9月8日之間。

## 不同地区的开学时间列表

### 亚洲
| 國家／地區     | 每年的开学日                           | 注 |
| -------------- | -------------------------------------- | --- |
| 香港           | 9月1日～9月3日之間                     | 開學日通常為9月1日，但如果當天恰逢星期六、日，開學日将会延遲到下个星期一，但不会晚於9月3日。 |
| 澳門           | 9月1日～9月16日之間                    | 開學日通常為9月1日，但如果當天恰逢星期六、日，開學日将会延遲到下个星期一，但不会晚於9月16日。 |
| 中华人民共和国 | 8月25日～9月15日之間                   | 根据省份不同，开学时间在8月25日到9月15日之間，时间由各高校自行拟定。 |
| 臺灣           | 8月30日～9月20日之間                   | 在臺灣，高中、國中、國小的開學日由教育部決定，大多集中在8月30日或31日，大專院校以上則依據各學校的決策而不同，通常在9月7日至9月20日間的某一個星期一，部分以星期一為註冊日的學校，則開學日訂於隔日。                             |
| 马来西亚       | 1月2日～1月4日之間                     | 開學日通常為元旦后一天（1月2日），但如果當天恰逢星期五、六、日（部分州屬是星期四、五、六），開學日将会延遲到星期日或下個星期一，但不会晚於1月4日。由於受到新冠肺炎影響，開學日在2021年至2026年進行了改革。                     |
| 日本           | 4月1日～4月4日之間                     | 開學日通常為4月1日，但如果當天恰逢星期五、六、日，開學日将会延遲到下个星期一，但不会晚於4月4日。 |
|                | 3月2日～3月6日之間                     | 開學日通常為3月2日，但如果當天恰逢星期五、六、日，開學日将会延遲到下个星期一，但不会晚於3月6日。下學期通常8月中旬~9月1日之間。                                                                                                 |
| 黎巴嫩         | 9月1日～9月3日之間                     | 開學日通常為9月1日，但如果當天恰逢星期六、日，開學日将会延遲到下个星期一，但不会晚於9月3日。 |
| 伊朗           | 9月22日或9月23日                       | 如果那年是閭年的下一年，将会在9月22日开学。 |
| 蒙古国         | 9月8日～9月11日之間                    | 開學日通常為9月8日，但如果當天恰逢闰年或星期五、六、日，開學日将会延遲到下个星期一，但不会晚於9月11日。 |
| 緬甸           | 9月的第二个星期三                      | |
| 阿曼           | 9月初                                  | |
| 菲律賓         | 6月的第一或第二个星期一                | 除了当地国际学校按照国际传统的开学日之外，当地公办学校會在6月的第一或第二个星期一开学。私立学校会比公办学校晚1到2日开学。 |
|                | 9月9日或9月10日                        | |
| 沙烏地阿拉伯   | 9月初                                  | |
| 泰國           | 公立学校：5月初 国际学校：8月初到9月初 | |
| 阿联酋         | 4月1日～4月15日之間                    | 因为当地受到斋戒月同开斋节的穆斯林习俗节日影响，所以学校會有不同的开学日。除非是穆斯林节日期间，否则都是4月1日～4月15日之间开学；或者是根据南亚地区的第二教育中央委员会的教学大纲规定而在4月初开学。不同学校的開學日各有不同。 |
| 以色列         | 8月27日                                | 2011年與之前的開學日為9月第一个工作日。从2012年开始调整成每年的8月27日。 |
| 新加坡         | 1月2日或之後的星期一                   | 学年大多数在當年11月结束。 |
|                | 9月1日～9月4日之間                     | 開學日通常為9月1日，但如果當天恰逢星期五、六、日，開學日将会延遲到下个星期一，但不会晚於9月4日。 |
| 印度           | 6月中旬                                | 部分州在5月31日開學 |

### 非洲
| 国家     | （地区）          | 每年的开学日                         | 注                                                                                               |
| -------- | ----------------- | ------------------------------------ | ------------------------------------------------------------------------------------------------ |
| 衣索比亞 | 衣索比亞          | 9月1日～9月4日之間                   | 開學日通常為9月1日，但如果當天恰逢星期五、六、日，開學日将会延遲到下个星期一，但不会晚於9月4日。 |
|          | 南部地区          | 9月1日～9月4日之間                   | 開學日通常為9月1日，但如果當天恰逢星期五、六、日，開學日将会延遲到下个星期一，但不会晚於9月4日。 |
| 北部地区 | 1月的第二个星期一 | 北部地區在庆祝当地历法的新年后开学。 |                                                                                                  |
| 奈及利亞 | 奈及利亞          | 9月1日～9月4日之間                   | 開學日通常為9月1日，但如果當天恰逢星期五、六、日，開學日将会延遲到下个星期一，但不会晚於9月4日。 |
|          |                   | 9月1日～9月4日之間                   | 開學日通常為9月1日，但如果當天恰逢星期五、六、日，開學日将会延遲到下个星期一，但不会晚於9月4日。 |
| 南非     | 南非              | 1月中旬                              |                                                                                                  |
| 坦桑尼亚 | 坦桑尼亚          | 3月1日～3月3日之間                   | 開學日通常為3月1日，但如果當天恰逢星期六、日，開學日将会延遲到下个星期一。但不会晚於3月3日。     |
| 突尼西亞 | 突尼西亞          | 9月9日～20日之間                     |                                                                                                  |

### 北美洲
| 国家   | （地区）   | 每年的开学日         | 注 |
| ------ | ---------- | -------------------- | --- |
| 加拿大 | 除魁北克省 | 9月2日～9月8日之間   | 開學日通常為勞動節（九月的第一個星期一，並非國際勞動節的五月一日）的後一日。根據該規定，開學日會落在每年9月2日至9月8日之間。但部分學校可能會有不同的規定。 |
| 加拿大 | 魁北克省   | 8月末                | |
|        |            | 2月8日               | |
|        |            | 1月的第二个星期一    | |
|        |            | 8月1日～8月3日之間   | 開學日通常為8月1日，但如果當天恰逢星期六、日，開學日将会延遲到下个星期一，但不会晚於8月3日。                                                               |
| 墨西哥 | 墨西哥     | 8月的最後一個星期一  | 正式上课為每年的9月2日 |
| 美国   | 大多数州份 | 9月的第一个星期一    | 庆典開始於9月的第一个星期四 |
| 美国   | 犹他州     | 8月25日～8月30日之間 | |
| 美国   | 俄亥俄州   | 9月2日～9月8日之間   | 開學日通常為勞動節（九月的第一個星期一，並非國際勞動節的五月一日）的後一日。根據該規定，開學日會落在每年9月2日至9月8日之間。但部分學校可能會有不同的規定。 |

### 南美洲
| 国家   | （地区）             | 每年的开学日                             | 注                                                                                               |
| ------ | -------------------- | ---------------------------------------- | ------------------------------------------------------------------------------------------------ |
| 阿根廷 | 阿根廷               | 2月的最後一個星期一～3月第一个星期一之間 | 高校比一般学校晚一个星期开学。                                                                   |
| 巴西   | 北部大多数的热带地区 | 9月的第一个星期一                        |                                                                                                  |
| 巴西   | 南部的部分温带地区   | 2月的第一个星期一                        | 根据巴西南部当地的实践超前学习政策而确立。                                                       |
| 智利   | 智利                 | 3月1日～3月4日之間                       | 開學日通常為3月1日，但如果當天恰逢星期五、六、日，開學日将会延遲到下个星期一，但不会晚於3月4日。 |
| 乌拉圭 | 乌拉圭               | 3月的第一个星期一                        | 高校可能會晚一个星期开学。                                                                       |

### 欧洲
| 国家       | （地区）               | 每年的开学日               | 注                                                                                                  |
| ---------- | ---------------------- | -------------------------- | --------------------------------------------------------------------------------------------------- |
| 比利时     | 比利时                 | 9月1日～9月3日之間         | 開學日通常為9月1日，但如果當天恰逢星期六、日，開學日将会延遲到下个星期一，但不会晚於9月3日。        |
| 保加利亚   | 保加利亚               | 9月15日                    | 如果9月15日當天恰逢星期六、日，将会提早5日（若9月15日是星期六）或推后1日（若9月15日是星期日）开学。 |
|            |                        | 9月的第一个星期一          | |
| 丹麦       | 丹麦                   | 8月13日～8月15日之間       | |
| 英国       | 伦敦地区               | 9月9日                     | |
| 英国       | 英格兰（不包括伦敦） · | 9月的第一个星期一          | |
| 英国       | 苏格兰                 | 9月3日                     | |
| 爱沙尼亚   | 爱沙尼亚               | 9月1日                     | |
| 立陶宛     | 立陶宛                 | 9月1日                     | |
| 拉脫維亞   | 拉脫維亞               | 9月1日                     | |
| 芬兰       | 芬兰                   | 8月前半月                  | |
| 法國       | 法國                   | 9月3日范围之内波动         | |
| 德国       | 德国                   | 8月到9月初之間             | |
| 希腊       | 希腊                   | 9月11日或9月的第一个星期一 | 如果9月11日當天恰逢星期六、日，将会提早到9月第一个星期一开学。                                      |
| 愛爾蘭     | 愛爾蘭                 | 9月2日或9月3日             | 不同学校有不同开学时间                                                                              |
| 義大利     | 義大利                 | 9月的第二或第三个星期之間  | 如果是顶尖学校，可能會提早一个星期开学。                                                            |
| 摩尔多瓦   | 摩尔多瓦               | 9月的第三个星期二          | |
| 波蘭       | 波蘭                   | 9月1日～9月4日之間         | 開學日通常為9月1日，但如果當天恰逢星期五、六、日，開學日将会延遲到下个星期一，但不会晚於9月4日。    |
| 羅馬尼亞   | 羅馬尼亞               | 9月15日～9月18日之間       | 如果9月15日當天恰逢星期五、六、日，開學日将会延遲到下个星期一，但不会晚於9月18日。                  |
| 俄羅斯     | 俄羅斯                 | 9月1日～9月4日之間         | 開學日通常為9月1日，但如果當天恰逢星期日，大多数学校都会举行知识节的典礼，而在之后的星期一開學。    |
| 斯洛維尼亞 | 斯洛維尼亞             | 9月1日～9月4日之間         | 開學日通常為9月1日，但如果當天恰逢星期五、六、日，開學日将会延遲到下个星期一。                      |
| 捷克       | 捷克                   | 9月1日～9月4日之間         | 開學日通常為9月1日，但如果當天恰逢星期五、六、日，開學日将会延遲到下个星期一。                      |
| 西班牙     | 西班牙                 | 9月10日～9月15日之間       | |
| 亞美尼亞   | 亞美尼亞               | 9月1日～9月4日之間         | 開學日通常為9月1日，但如果當天恰逢星期五、六、日，開學日将会延遲到下个星期一，但不会晚於9月4日。    |
| 北馬其頓   | 北馬其頓               | 9月1日～9月3日之間         | 開學日通常為9月1日，但如果當天恰逢星期六、日，開學日将会延遲到下个星期一，但不会晚於9月3日。        |
| 斯洛伐克   | 斯洛伐克               | 9月2日                     | |
| 匈牙利     | 匈牙利                 | 9月1日                     | |

### 大洋洲
| 国家     | （地区）   | 每年的开学日 | 注                                                                                               |
| -------- | ---------- | --- | ------------------------------------------------------------------------------------------------ |
|          | 塔斯曼地区 | 2月的第一个星期三或星期五 |                                                                                                  |
| 其它地区 | 1月26日    | 如果1月26日當天恰逢星期日、一、二，将会提早到几日前的星期一才开学，如果1月26日當天恰逢星期三、四，将会推后到下个星期一才开学。大多数的私人学校和公立学校相比，开学时间可能會有所不同，另外不同州的情况可能都會有所不同。 |                                                                                                  |
| 新西兰   | 新西兰     | 1月27日～2月初之間 |                                                                                                  |
| 萨摩亚   | 萨摩亚     | 3月1日～3月4日之間 | 開學日通常為3月1日，但如果當天恰逢星期五、六、日，開學日将会延遲到下个星期一，但不会晚於3月4日。 |

## 另見
- 會計年度